# Ozarba ovata
Ozarba ovata is een vlinder van de familie van de uilen (Noctuidae). De wetenschappelijke naam van deze soort is voor het eerst voorgesteld door Emilio Berio in een publicatie uit 1977.
De soort komt voor in Congo-Kinshasa, Tanzania en Malawi.